# Marie d'Oignies
 (septembre 2024).
Marie d'Oignies, née en 1177 à Nivelles ( actuellement en Belgique) et morte le 23 juin 1213 à Oignies, est une mystique et thaumaturge du Brabant.
Liturgiquement, elle est commémorée (régionalement) le 23 juin.

## Jeunesse à Nivelles
Née dans une famille bourgeoise de Nivelles, Marie montre dès son jeune âge un désir de se consacrer à Dieu et vit déjà dans la piété et une austérité inhabituelles. Malgré son souhait de rester vierge consacrée, elle accepte à 14 ans le mariage arrangé par ses parents. Son mari est un homme de bien prénommé Jean. Pendant quelque temps ils vivent la vie de couple, mais Marie rallie son jeune mari à son idéal de vie religieuse. Ensemble, dans la chasteté, ils décident de se consacrer à Dieu en pratiquant la pauvreté et les œuvres de piété. Au grand dam de leurs parents et proches, ils s’installent à la léproserie de Willambroux où ils passent plusieurs années au service des lépreux. La personnalité rayonnante de Marie alliée à une vie de mortifications sévères lui attire des visiteurs qui la consultent sur des questions de vie spirituelle. On lui attribue des miracles : des lépreux sont guéris.

## Retraite à Oignies
Cependant elle devient trop célèbre à Willambroux. Assoiffée de solitude et de renoncement elle désire "disparaître". Avec l’accord de son mari, Marie quitte Willambroux vers 1207 et se joint à une petite communauté de religieuses béguines installées près d’un monastère de chanoines augustiniens récemment fondé à Oignies (aujourd'hui section de la commune d'Aiseau-Presles, près de Charleroi). Sa réputation de sainteté et de sagesse spirituelle grandit : on vient de loin pour la consulter.

## Rencontre avec Jacques de Vitry
Parmi ces visiteurs, arrive en 1208 un brillant théologien de Paris, plus tard cardinal, Jacques de Vitry († 1240). Il est séduit par la personnalité de Marie. Cela semble réciproque. Jacques de Vitry renonce à une brillante carrière à Paris et s’installe à Oignies où il devient le disciple, confesseur et "prédicateur" de Marie d'Oignies. Il y restera jusqu’au décès de la sainte en 1213. C’est lui qui communique au public ce que Marie lui révèle dans ses entretiens spirituels. Excellent écrivain il composa à la demande de Foulques, évêque de Toulouse (un autre visiteur de la sainte) une Vie de Marie d’Oignies qui est pratiquement la seule source d'information valable sur la sainte. Pour Jacques de Vitry, Marie d'Oignies n’est qu’un exemple de vie spirituelle dans le diocèse de Liège qui lui apparaît comme une terre de saints. Il écrit à Foulques : «Lorsque tu es arrivé dans nos régions, tu as l’impression de te trouver dans une sorte de Terre promise; traversant le désert, tu as trouvé la Terre promise dans le pays de Liège».

## Vénération
Marie d'Oignies mourut le 23 juin 1213, à l'âge de 36 ans, après une longue et pénible maladie qui l’associa de plus près (à ses dires) à la Passion du Christ pour laquelle elle avait une tendre dévotion. En 1226 ou 1228, son corps fut levé de terre et placé dans un sarcophage de pierre au sein de l'église du prieuré. En 1609, se déroula une nouvelle cérémonie de translation, à l'initiative de l'évêque de Namur, François Buisseret. Ses ossements furent répartis dans trois reliquaires distincts, exécutés entre 1609 et 1622 par l'orfèvre Henri Libert, et toujours conservés (respectivement à Nivelles - église Saint-Nicolas -, Falisolle et Aiseau). L'église du village porte maintenant le patronyme de Sainte-Marie d’Oignies.

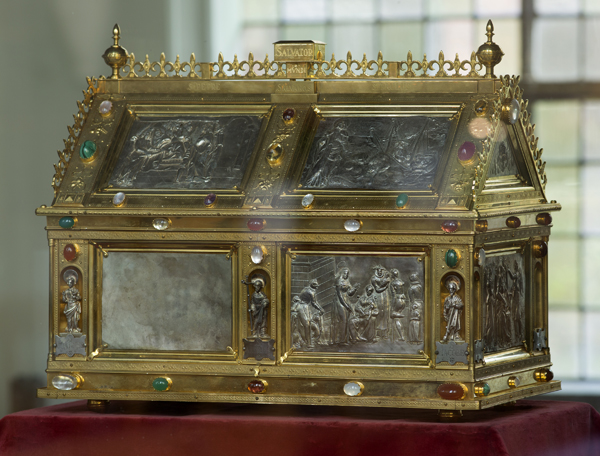
Châsse réalisée par Henri Libert, conservée dans l'église Saint-Nicolas et Saint-Jean de Nivelles.
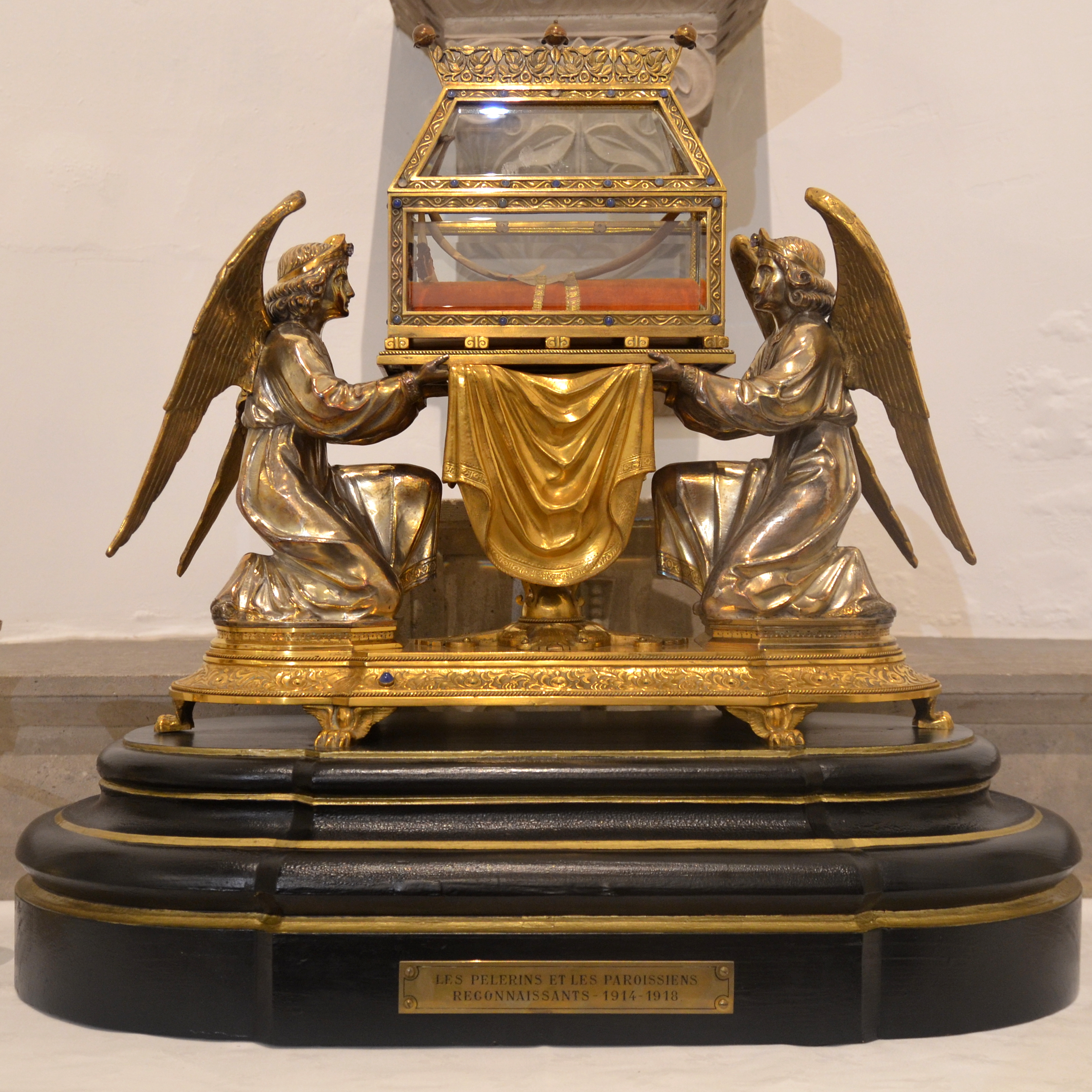
Coffret-reliquaire renfermant une côte, réalisé en 1926 par l'école de Maredsous, conservé dans l'église d'Oignies.
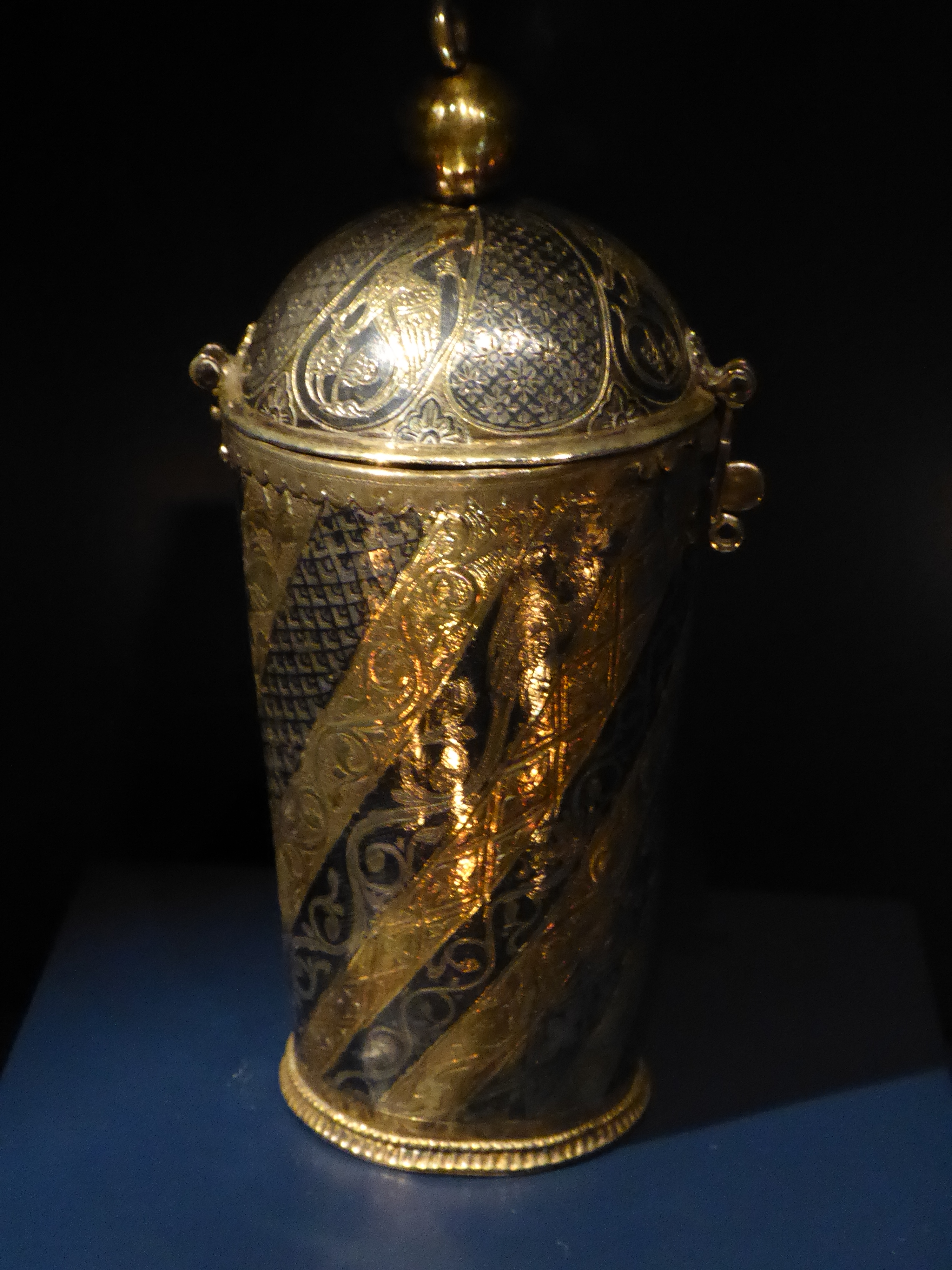
Gobelet dit de « sainte Marie d'Oignies », faisant partie du trésor d'Hugo d'Oignies.